# Mayawa facialis
Mayawa facialis är en insektsart som beskrevs av Fletcher 2000. Mayawa facialis ingår i släktet Mayawa och familjen dvärgstritar. Inga underarter finns listade i Catalogue of Life.